# Вбивство Максима Шаповала
Підрив автомобіля полковника розвідки в Києві — вбивство, яке було здійснено 27 червня 2017 року близько 8:10 у Києві на перехресті вулиць Солом'янської та Механізаторів. Вбивство було кваліфіковано як терористичний акт. 
Внаслідок підриву автомобіля загинув полковник ГУР МО, командир 10-го ОЗСпП Максим Шаповал, та дві цивільні особи зазнали поранень. Є подібним до вбивства 31 березня 2017 року в Маріуполі заступника начальника відділу контррозвідки ГУ СБУ в Донецькій області полковника СБУ Олександра Хараберюша. 

## Передісторія
7 червня 2017 року підрозділ воєнної розвідки ліквідовував на окупованій території Донбасу одного з керівних співробітників спецпідрозділу «Вимпел» ФСБ РФ полковника Черкашина Юрія Михайловича, 1972 року народження, який відповідав за організацію терористичних актів на території України.
За три дні до теракту, 24 червня 2017 року, в зоні проведення АТО в районі Бахмутської траси бійцями 93-ї ОМБр було виявлено і знешкоджено диверсійно-розвідувальну групу під керівництвом капітана Збройних сил Російської Федерації Олександра Щерби. Командир групи та снайпер були ліквідовані у ближньому вогневому бою, ще четверо диверсантів затримані, один з них — громадянин РФ Віктор Агєєв, військовослужбовець за контрактом ЗС РФ. Згідно розслідування ІнформНапалму, Агєєв був розвідником 22-ї бригади СпП ГРУ РФ.
Незадовго перед загибеллю полковник Шаповал повернувся із зони бойових дій на Сході України.

## Хід подій
27 червня 2017 року близько 8:10 у Солом'янському районі м. Києва по вул. Механізаторів (перед перехрестям з вул. Солом'янською), неподалік будівлі Вищої кваліфікаційної комісії суддів України, стався потужний вибух автомобіля «Mercedes-Benz», реєстраційний номер АА6609АВ, за кермом якого перебував Максим Шаповал. Вибух стався під час руху автомобіля, уламки розкидало на десятки метрів. Водій помер на місці. Внаслідок вибуху дістали осколкові поранення двоє киян, молода жінка і 71-річний чоловік.
За словами начальника Головного управління Національної поліції у м. Києві Андрія Крищенка, вибухівка була закладена знизу автомобіля, всередині чи під днищем, тип вибухівки та її кількість — має бути встановлено за результатами експертизи. За словами радника міністра МВС Зоряна Шкіряка, потужність вибухового пристрою, що спрацював в автомобілі становила 1–1,2 кг в тротиловому еквіваленті.

## Розслідування та реакція
Головним управлінням Національної поліції у м. Києві розпочато кримінальне провадження за ознаками злочину, передбаченого ч. 3 ст. 258 Кримінального кодексу України (терористичний акт, що призвів до загибелі людини). 27 червня, після проведення невідкладних першочергових слідчих (розшукових) дій, Генеральним прокурором України доручено здійснення досудового розслідування у вказаному провадженні слідчим Головної військової прокуратури. 
28 червня в Генеральній прокуратурі повідомили, що за наявною інформацією вибуховий пристрій було закладено у салоні автомобіля. 
Головний військовий прокурор Генеральної прокуратури України Анатолій Матіос вважає основною версією здійсненого теракту «російський слід».
Секретар РНБО України Олександр Турчинов зазначив, що цей терористичний акт було здійснено за таким саме сценарієм, як і вбивство українського контррозвідника полковника СБУ Олександра Хараберюша у березні 2017 року: «Є всі підстави вважати, що ці вбивства сплановані та організовані за безпосередньої участі російських спецслужб».
Полковник ГУР Максим Шаповал, якого підірвали у машині, керував групою спецназу, яка звільняла Донецький аеропорт, був першим «кіборгом» та бойовим офіцером. Головний військовий прокурор Анатолій Матіос розповів, що була проведена нарада під головування голови держави Петра Порошенка, та що розслідуванням терористичного акту керує сам Матіос. За його словами, терористичний акт був виконаний висококваліфікованими спеціалістами. Сила закладеного в машину вибухового пристрою була така, що на відстані 50 метрів на висоті першого поверху були знайдені частини тіла загиблого. Для убезпечення витоку інформації всі слідчі проходять поліграф.
За джерелами видання «Українська правда», Шаповал жив неподалік від місця вибуху. Чорний Мерседес, яким він пересувався, є службовим автомобілем. Зазвичай він їздив з водієм, а у день вбивства був сам. Нещодавно машина була на СТО, де і могли закласти вибухівку. У ніч перед вибухом стояла на одному з підземних паркінгів.
Згідно з оцінкою The Washington Post, країни Заходу приділяли надто мало уваги для зміцнення оборонного, розвідувального і контррозвідувального потенціалу України, у той час як Росія все більш демонстративно проводить спецоперації на українській території.

### Пропаганда
Російський пропагандистський ресурс Regnum одразу ж запустив новину про нібито мародерство вбитого і його загону, їх участь у вбивстві Воронєнкова і т.п., що потім підхопила низка українських видань буквально передруковуючи уривки тексту.
Надалі до розповсюдження цієї інформації через Twitter було залучено бото-мережу «Ольгіно», яка реагує на згадку «СБУ» в твітах.

## Подвійна атака
Менш, ніж через три години після теракту почалась хакерська атака на Україну. Ймовірно, ці дві події пов'язані між собою і складали подвійну російську атаку, приурочену до Дня Конституції України. Цю теорію також висунув Секретар РНБО України Олександр Турчинов.
Того ж дня у Донецькій області близько 19:00 по вул. Садовій у с. Іллінівка Костянтинівського району невстановленою особою приведено у дію вибуховий пристрій, в результаті детонації якого знищено автомобіль марки Опель Вектра, в якому перебували військовослужбовці Служби безпеки України, а також місцевий житель. В результаті вибуху загинув співробітник Департаменту контррозвідки полковник Юрій Возний, двоє співробітників СБУ і цивільна особа зазнали тілесних ушкоджень різного ступеню тяжкості. Наведені обставини кваліфіковано як терористичний акт, що призвів до загибелі людини та заподіяння інших тяжких наслідків за ознаками кримінального правопорушення, передбаченого ч. 3 ст. 258 КК України.